# (113333) Tyler
(113333) Tyler est un astéroïde de la ceinture principale.

## Description
(113333) Tyler est un astéroïde de la ceinture principale. Il fut découvert le 13 septembre 2002 à Goodricke-Pigott par Roy A. Tucker. Il présente une orbite caractérisée par un demi-grand axe de 3,00 UA, une excentricité de 0,14 et une inclinaison de 13,3° par rapport à l'écliptique.